# Güvenç Kurtar
Güvenç Kurtar (né le 25 juillet 1950 à Uşak), est un footballeur et entraîneur turc.

## Biographie

### Carrière de footballeur
Il joue pour Beşiktaş, Altay, Mersin İdman Yurdu, Bursaspor, Kocaelispor et Düzcespor. Il remporte le championnat du groupe B de la 2e Ligue turque de football alors qu'il joue pour Kocaelispor lors de la saison 1979-1980, et Kocaelispor se voit promu en Super League. Il est également le meilleur buteur du championnat et se voit couronné « Athlète de l'année » la même année. 

### Carrière d'entraîneur
Güvenç Kurtar, en tant qu'entraîneur du Kocaelispor, devient champion lors de la saison 1991-1992 et se voit promu en Super League. Lors de la saison 1992-1993, il participe à la Coupe UEFA, en se classant 4ème de la Super League.

## Palmarès

### Joueur
- TFF 2. League : Champion (1979-1980  Kocaelispor)
- Coupe du Ministère de la Jeunesse et des Sports : Champion (1979-1980 Kocaelispor)
- Coupe Sport Toto : Champion (1969-1970 Beşiktaş)

### Entraîneur
- TFF 2. League : Champion (1991-1992 Kocaelispor) (Promu en Super League)
- TFF 2. League : Deuxième (1991-1992 Diyarbakırspor) (Promu en Super League)